# Championnat du Chili de football 1948
Navigation
Saison précédente Saison suivante
La saison 1948 du Championnat du Chili de football est la seizième édition du championnat de première division au Chili. Les treize meilleures équipes du pays sont regroupées au sein d'une poule unique, où elles s'affrontent deux fois, à domicile et à l'extérieur ; à l'issue de la compétition, un classement cumulé des trois dernières saisons détermine l'équipe reléguée en Segunda División.
C'est le club d'Audax Italiano qui remporte la compétition, après avoir terminé en tête du classement final, avec six points d'avance sur Unión Española et sept sur le tenant du titre, Colo Colo. C'est le troisième titre de champion du Chili de l'histoire du club.

## Les clubs participants
| - Deportes Magallanes - Colo Colo - Santiago Badminton FC - CF Universidad de Chile - Unión Española - Santiago Wanderers - Club Deportivo Social y Cultural Iberia | - CD Universidad Católica - Audax Italiano - CD Santiago Morning - CD Green Cross - Santiago National FC - CD Everton de Viña del Mar |

## Compétition
Le barème utilisé pour établir le classement est le suivant :
- Victoire : 2 points
- Match nul : 1 point
- Défaite : 0 point

### Classement
| Rang | Équipe                                  | Pts | J  | G  | N | P  | Bp | Bc | Diff |
| ---- | --------------------------------------- | --- | -- | -- | - | -- | -- | -- | ---- |
| 1    | Audax Italiano                          | 35  | 24 | 15 | 5 | 4  | 66 | 40 | +26  |
| 2    | Unión Española                          | 29  | 24 | 12 | 5 | 7  | 62 | 37 | +25  |
| 3    | Colo Colo T                             | 28  | 24 | 11 | 6 | 7  | 42 | 34 | +8   |
| 4    | CD Santiago Morning                     | 27  | 24 | 11 | 5 | 8  | 47 | 40 | +7   |
| 5    | Club Deportivo Social y Cultural Iberia | 27  | 24 | 11 | 5 | 8  | 46 | 40 | +6   |
| 6    | CD Everton                              | 27  | 24 | 12 | 3 | 9  | 45 | 41 | +4   |
| 7    | CF Universidad de Chile                 | 26  | 24 | 11 | 4 | 9  | 53 | 47 | +6   |
| 8    | Deportes Magallanes                     | 25  | 24 | 9  | 7 | 8  | 59 | 50 | +9   |
| 9    | CD Universidad Católica                 | 24  | 24 | 10 | 4 | 10 | 52 | 47 | +5   |
| 10   | Santiago Wanderers                      | 21  | 24 | 9  | 3 | 12 | 42 | 52 | -10  |
| 11   | CD Green Cross                          | 18  | 24 | 7  | 4 | 13 | 41 | 62 | -21  |
| 12   | Santiago Badminton FC                   | 17  | 24 | 8  | 1 | 15 | 45 | 69 | -24  |
| 13   | Santiago National FC                    | 8   | 24 | 4  | 0 | 20 | 39 | 80 | -41  |

|  | Champion du Chili 1948 |
|  | T : Tenant du titre    |

### Classement cumulé
Les points obtenus par chaque équipe lors des trois dernières saisons (1946, 1947 et cette saison) sont additionnés. Le club ayant le moins de points est relégué en Segunda División.
| Pos | Equipe                                  | 1946 | 1947 | 1948 | Total |
| --- | --------------------------------------- | ---- | ---- | ---- | ----- |
| 1   | Audax Italiano                          | 38   | 31   | 35   | 104   |
| 2   | Colo Colo                               | 30   | 38   | 28   | 96    |
| 3   | Unión Española                          | 34   | 27   | 29   | 90    |
| 4   | CF Universidad de Chile                 | 34   | 27   | 26   | 87    |
| 5   | Deportes Magallanes                     | 36   | 23   | 25   | 84    |
| 6   | Santiago Wanderers                      | 32   | 25   | 21   | 78    |
| 7   | CD Universidad Católica                 | 26   | 26   | 24   | 76    |
| 8   | CD Green Cross                          | 32   | 23   | 18   | 73    |
| 9   | CD Everton de Viña del Mar              | 29   | 16   | 27   | 72    |
| 10  | Santiago Badminton FC                   | 30   | 24   | 17   | 71    |
| 11  | CD Santiago Morning                     | 24   | 17   | 27   | 68    |
| 12  | Club Deportivo Social y Cultural Iberia | 21   | 16   | 27   | 64    |
| 13  | Santiago National FC                    | 18   | 19   | 8    | 45    |

## Bilan de la saison
| Championnat du Chili de football 1948 |                           |
| Champion                              | Audax Italiano (3e titre) |
| Promotions et relégations             |                           |
| Promus en Primera División            | Aucun                     |
| Relégués en Segunda División          | Santiago National FC      |